# Paco Clavel
Francisco Miñarro López, conocido artísticamente como Paco Clavel (Iznatoraf, Jaén, 1949), es un artista y cantante pop español creador durante la Movida del guarry-pop y el cutreLux, siendo el principal impulsor de esta estética. Además de radio hace sesiones como pinchadiscos principalmente en Madrid.

## Biografía
Nació en Iznatoraf, provincia de Jaén en 1949, pero a los siete años de edad se trasladó con su familia a Valdepeñas, Ciudad Real.

### Inicios en los años 80
Se inició con colaboraciones en fanzines, revistas alternativas y tocando en garitos y fiestas con una formación de estrambótico nombre: Bob Destiny & Clavel y Jazmín.
En 1980 la gente de la sala Vía Láctea de Madrid comenzó a editar algunos sencillos, y uno de ellos fue el de Bob Destiny & Clavel y Jazmín. El trabajo cayó en manos de un directivo de la discográfica CBS, quién rápidamente se hizo con los servicios del grupo y le acortó el nombre al más asequible Clavel i Jazmín. Al poco tiempo editaban su primer disco Reina por un día (1980), del cual se extrajo el single «El twist del autobús».
Clavel i Jazmín era un extraño combo asentado sobre dos pilares: el barbudo Paco, como showman frontal, y el arreglista y teclista Luis del Campo. «El twist del autobús» se convirtió en uno de los mayores triunfos en la carrera de Paco Clavel, quien lo ha vuelto a regrabar en dos ocasiones.
Regresó a los estudios en 1984 con un maxi, Coco, piña, coco, limón, con producción de Paco Trinidad. Más adelante recaló en Radio Nacional de España, para cuyo sello editó Pop Cañí (1985), que reunía ya definitivamente al trío creativo que ha dirigido los pasos musicales del artista: Joe Borsani a la producción, Luis del Campo a los arreglos y Paco Clavel al frente.
En 1987 firmó con Lollipop, sello con el que editó el mini-LP La Estufita y el álbum Pequeños éxitos, grandes canciones (1988), con colaboraciones especiales de Vainica Doble y Alma María —de Los 3 Sudamericanos—. Lollipop reuniría todas sus grabaciones en 1998 en un compacto titulado Producto Nacional. 
En 1989 firmó con la discográfica Twins y se adelantó de nuevo a las modas al editar el disco Bailes de salón cuando todavía no había llegado a España la fiebre por esos ritmos.
Fue colaborador del programa musical de Radio 3 Escápate mi amor (1987-1991) con Maite Contreras y Juan Carlos Silvestre, considerado por la crítica como uno de los programas más importantes de la radio musical española de la época.

### Años 1990
En 1990 interpretó junto a Alaska la canción «Rascayú» de Bonet de San Pedro en el programa Viva el espectáculo. Posteriormente regresó de nuevo a Radio Nacional para editar Cutre-Lux (1991), del que se extrajo como primer sencillo el tema «Corazón contento» de Palito Ortega. El disco, cuya portada era un homenaje al álbum de Clavel y Jazmín, fue seguido por un curioso álbum compartido con Sara Gozalo, también para RNE, como reflejo de la participación de ambos en el programa televisivo Calentito.
En 1994, Paco Clavel entraba en los estudios para realizar su particular disco Duets, con amigos como Rubi, Pedro Almodóvar, Bernardo Bonezzi, Alaska, El Zurdo y hasta Susana Estrada. En total 16 divertidos temas que recorrían viejos temas tanto de Paco, como del repertorio de los invitados.
En 1995 se incorpora a Cadena Dial, perteneciente al grupo de emisoras de la Cadena SER para conducir su propio espacio, La flor de la canalla, un programa de corte desenfadado en el que se rescataban éxitos de lo más peculiares.

### Actualidad
Actualmente conduce el mini-programa de Radio 5 Extravaganza, donde pone canciones extremadamente poco conocidas de grupos famosos de la historia musical. También copresenta junto a Juan Sanchez el programa Menú Musical de Radio Nacional de España
Es uno de los mayores coleccionistas de discos de España, con algo más de 200,000 unidades, de las que la mayoría son vinilos de larga duración (LP). Gran parte de estos discos ha sido adquirida en El Rastro de Madrid durante años.
Realiza una performance semanal en una sala de conciertos de Chueca, en la que participó Samantha Hudson entre 2019 y 2021.

## Discografía
La canción que le lanzó a la fama es el «Twist del autobús». Existe una versión de la canción a dúo con Pedro Almodóvar.

### Como Bob Destiny & Clavel y Jazmin
- 1980: Disco promocional (single) editado en 1980, producido por Yayo Aparicio-La Vía Láctea, con cuatro temas:

1. Twist del autobús (Fco. Miñarro López)
2. Rock de la alegría (M. de la Calva - R. Arcusa)
3. Marcianita (J.Imperatore - G. Villota Alderete)
4. No lo ves (Jaime Picas - José Solá)

### Como Clavel i Jazmin
- 1980: Reina por un día (CBS) - LP

### Como Paco Clavel
- 1984: Coco, piña, coco, limón (Epic) - Maxi
- 1987: La estufita (Lollipop) - Mini LP
- 1988: Pequeños éxitos, grandes canciones (Lollipop) - LP
- 1988: Paco Clavel: Canta en español (Lollipop) - EP
- 1989: Bailes de salón (Twins) - LP
- 1990: Paco Clavel y Sara Gosa (Con Blanca Li) - EP
- 1991: CutreLux (RTVE) - LP
- 1992: Duplex (RTVE) - CD - Compartido con Sara Gossa (Blanca Li)
- 1993: Adiós, vinilo, adiós (Barsa Promociones) - EP Edición Especial Ferias Internacionales de Discos y Cine
- 1994: Duets  (Barsa Promociones) - CD
- 1997: Glam zelestial (Barsa Promociones) - EP (CD)
- 1998: Producto nacional (Lollipop) - Recopilatorio
- 2000: Eurovisión 2000 (Barsa Promociones) - EP (CD)
- 2001: Paco Clavel & Clavel i Jazmín (Ventura Discos) - 2 CD Recopilatorios
- 2006: Navidades a GoGó (Autoeditado) - CD Recopilatorio
- 2021: Las perversiones de Paco Clavel (Lemuria) - 6 CD

## Colaboraciones
- 1989: «Rascayú» (Con Alaska)
- 1991: «La Martinica» (Con Alma María)
- 1994: «Coco» (Con Fabio McNamara)
- 1999: «Hoy no me puedo levantar» (Con Nacho Cano, Mercedes Ferrer, Nacho Campillo y Arturo Pareja-Obregón de los Reyes)

## Radio
Se pueden escuchar sus programas Extravaganzza en Radio 5, El guirigay en Radio 3 y Crucero Musical en Radio Nacional